# Лука Сіньйореллі
Лу́ка Сіньйоре́ллі (італ. Luca Signorelli; 1445, Кортона — 16 жовтня, 1523, Кортона) — італійський художник раннього Відродження.

## Життєпис, ранні роки
Народився в 1445 році в місті Кортона. Синьорелли навчався живопису у П'єро делла Франческа, долучившись до геометрично ясному стилю свого вчителя. Про це маємо свідоцтва Луки Пачолі (1494), а в середині XVI ст. по це писав Джорджо Вазарі. В своїй творчості (особливо в області передачі анатомії людського тіла і руху) не уникнув впливу Антоніо Поллайоло. Ранні твори художника важко ідентифікувати, позаяк вони близькі за стилістикою до митця Сансеполькро.

## Праця в Чітта ді Кастелло
Перше збережене свідоцтво — від 1474 року, коли художник створив серію фресок e містечку Читта ді Кастелло.
Художник виборов авторитет і шостого вересня 1479 року був обраний в Раду вісімнадцяти. Він і надалі посідав адміністративні посади в місті Кортона (85 км від Флоренції). У 1512 році був призначений послом Кортони у Флоренції. Останні роки життя провів у рідному місті, де був головою художньої майстерні.

## Декорування Сікстинської капели
Особливу славу Сіньйореллі принесла участь в декоруванні Сікстинської каплиці в Римі в 1481-1482 роках. Первісно він рахувався помічником П'єтро Перуджіно.
Сіньйореллі спільно з Бартоломео делла Гатта створив фреску «Сцени з життя Мойсея». Крім того, робота в Сікстинській капелі надала можливість Сіньйореллі познайомитися з Перуджіно, вплив творчості якого явно простежується у фресках Сіньореллі, виконаних для сакристії святилища в Лорето (1477—1480) і для вівтаря святого Онуфрія в соборі міста Перуджа (1484).

## Зрілі твори
Лука Сіньйореллі вніс величезний внесок в оформлення храмів рідного міста — в рідкісній церкви Кортони немає його творів. Крім того, майстер працював при дворах багатих володарів — у Лоренцо Медічі у Флоренції і Федеріго та Монтефельтро в Урбіно. Так, найвідоміші його роботи, створені для Лоренцо Медічі, — втрачене під час Другої світової війни полотно «Виховання Пана» (1490, Флоренція) і тондо «Мадонна з немовлям», що зберігається сьогодні в галереї Уффіці.
Найбільшу популярність Сіньйореллі принесли фрески в тосканському абатстві Монте-Олівето-Маджоре (1496—1498) за мотивами життєпису святого Бенедикта і цикл фресок на тему Апокаліпсису для каплиці Сан-Бріц собору в Орвієто (1499—1502). Драматичні фрески капели Сан-Бріц («Загибель світу», «Воскресіння» та «Загибель грішників») характеризують майстерність Сіньйореллі в передачі ракурсів і світлотіні.

## Станкові твори
Крім фресок, Лука Сіньйореллі створив кілька станкових творів (зокрема, «Мадонна зі святими і ангелами» (1484, Музей собору в Перуджі), збереглися і деякі малюнки та ескізи для декору каплиці Сан-Бріц: «Два оголених борці» (Британський музей, Лондон), «Четверо оголених борців» (Лувр, Париж). Окрім живопису Лука Сіньйореллі завжди брав активну участь у громадському житті Кортони, займаючи ряд цивільних посад.

## Власна родина
Близько 1470 узяв шлюб із сеньйоритою Галіцією П'єтро Карнесеккі. Подружжя мало чотирьох дітей, збережені їх імена — Антоніо, Феліція, Томас, Габріелла.

## Смерть
Помер Лука Сіньйореллі 16 жовтня 1523 в місті Кортона, був похований за звичаєм тої пори в церкві святого Франциска.

## Вибрані твори

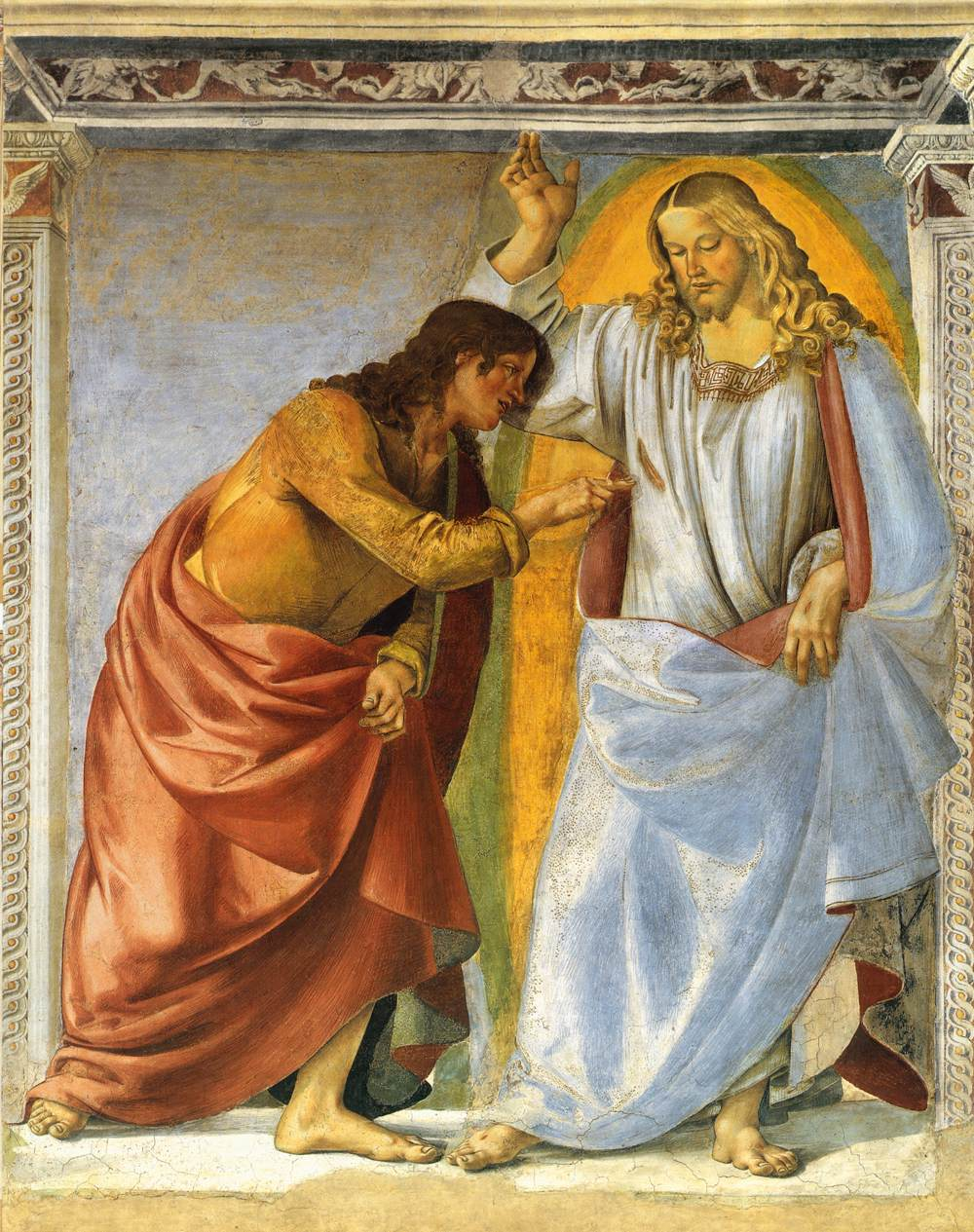
«Увірування апостола Фоми», Фреска, до 1482 р., Базиліка ді Санта Каза, Лорето

- «Портрет літнього сеньйора (на тлі з архітектурою)», бл. 1492 р., Картинна Галерея, Берлін
- «Розп'яття з Марією Магдалиною», бл. 1500 р., Уффіці, Флоренція
- Фрески в Чітта ді Кастелло «Побиття Христа» та ін.
- Базиліка ді Санта Саза «Пара апостолів під час дискусії», «Увірування апостола Фоми»
- «Георгій Змієборець», бл. 1499 р., Державний музей, Амстердам
- «Народження Івана Хрестителя», Лувр, Париж
- «Покров Богородиці зі св. Себастьяном і Бернардино Сієнським», бл 1490 р.,
- «Вівтар зі св. Онуфрієм і святими», 1484 р., Перуджа
- «Благовіщення», кінець 15 ст., Вольтерра
- «Свята Трійця, Мадонна з немовлям і святими», 1510 р., Уффіці, Флоренція

## Галерея вибраних творів

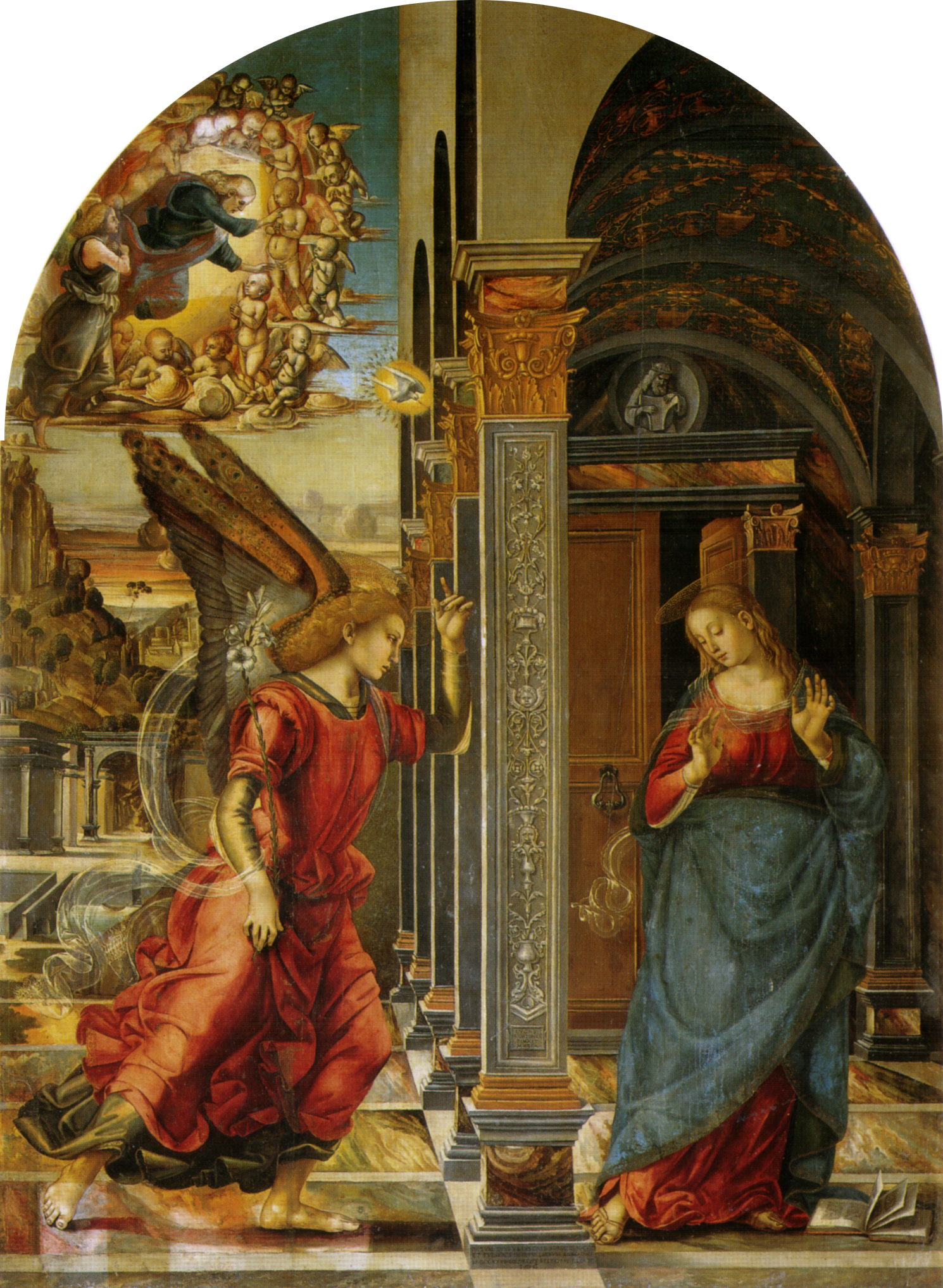
«Благовіщення», кінець 15 ст., Вольтерра

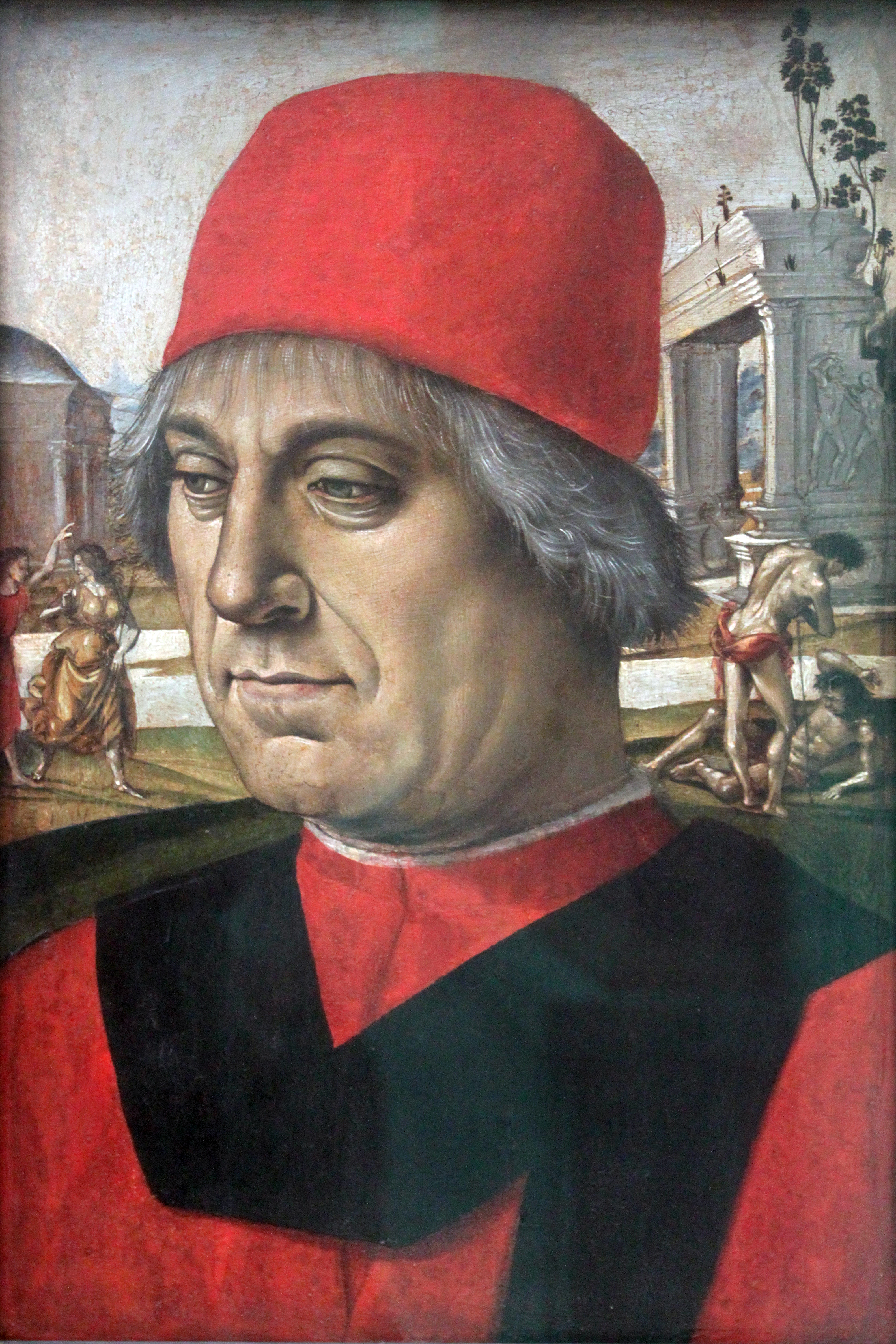
«Портрет літнього сеньйора (на тлі з архітектурою)», бл. 1492 р., Картинна Галерея, Берлін
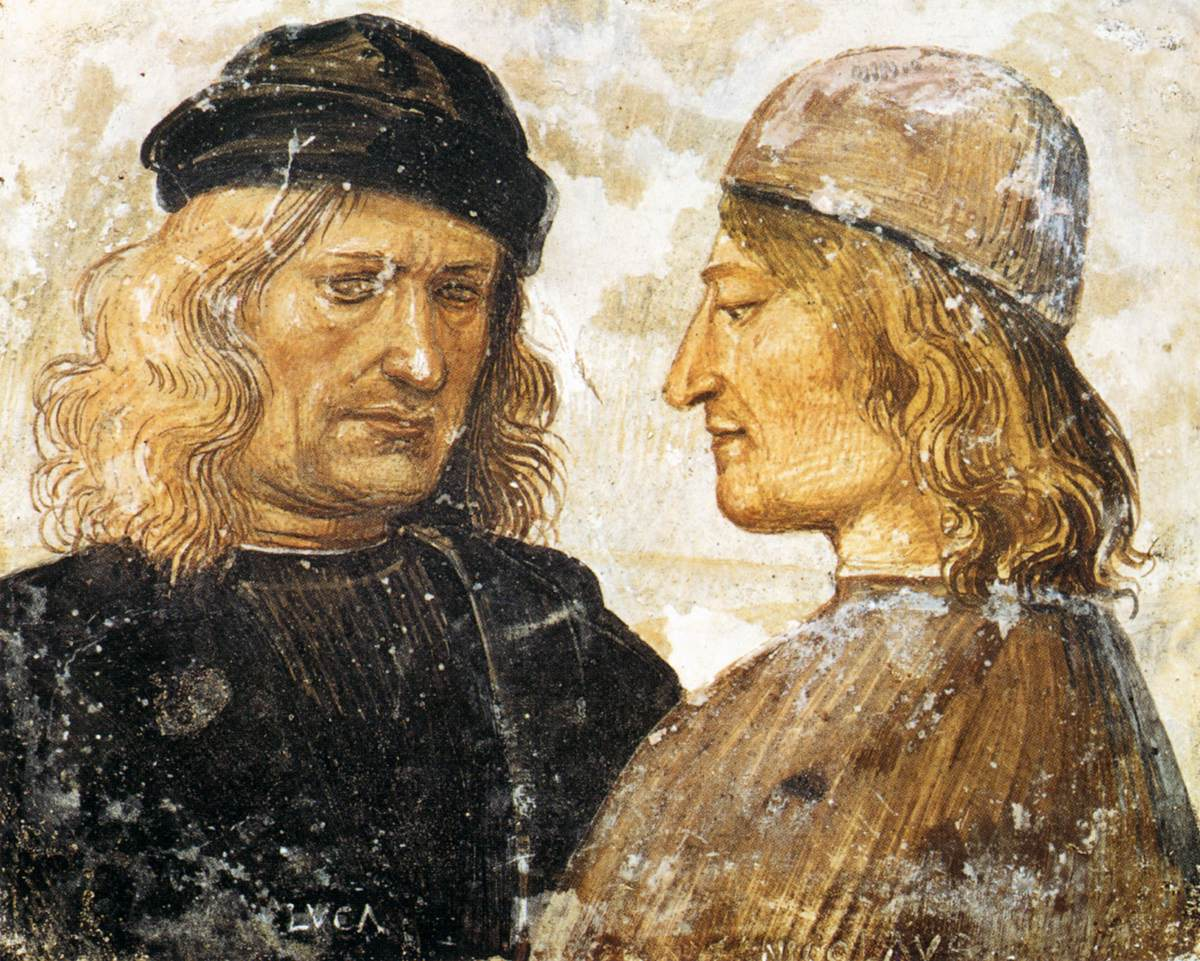
«Автопортрет Сіньйореллі поряд із Ніколо д'Анджелі Франческіні», залишки фрески, Музей побудови собору у Орвієто
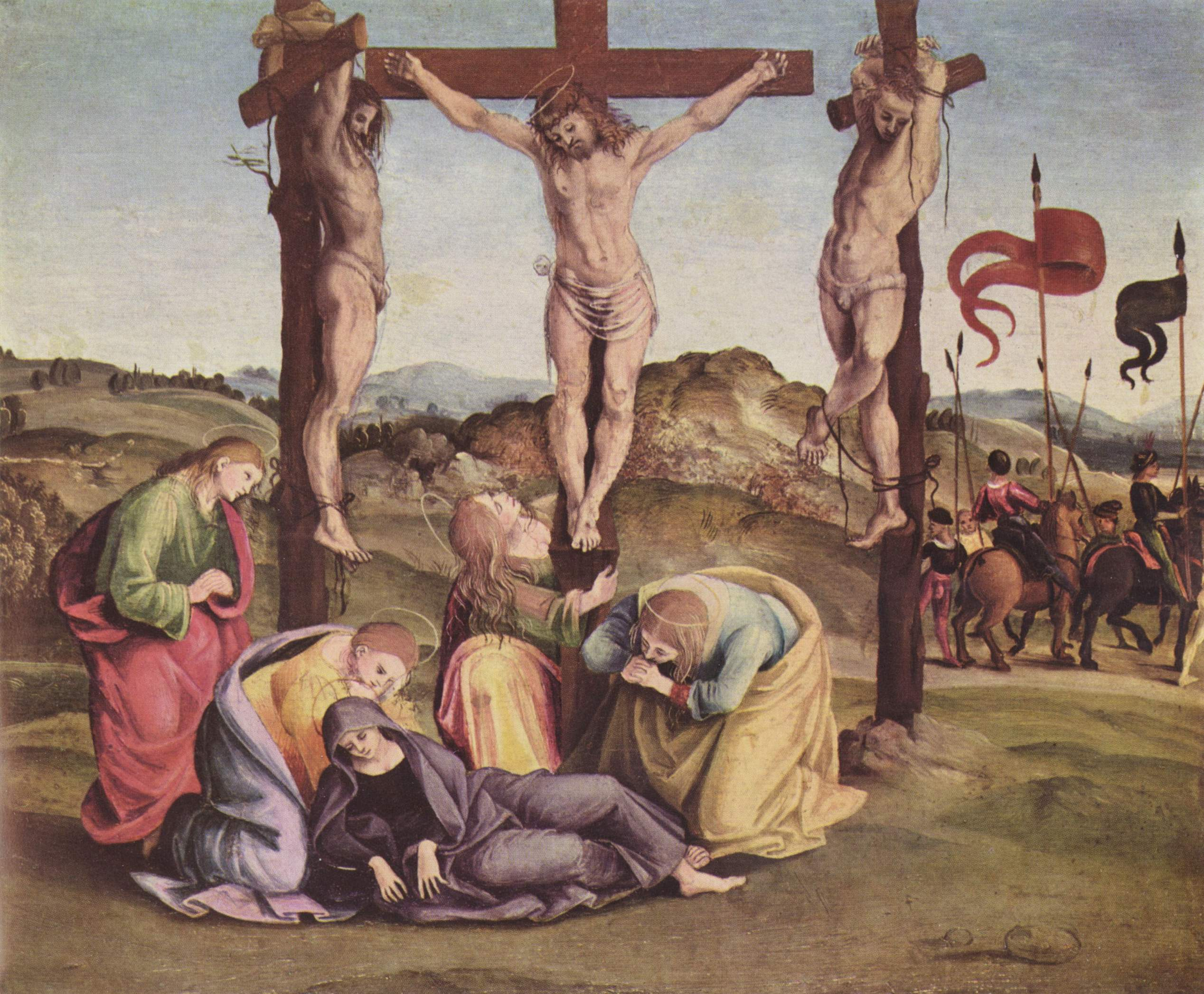
«Голгофа», бл. 1507 р.
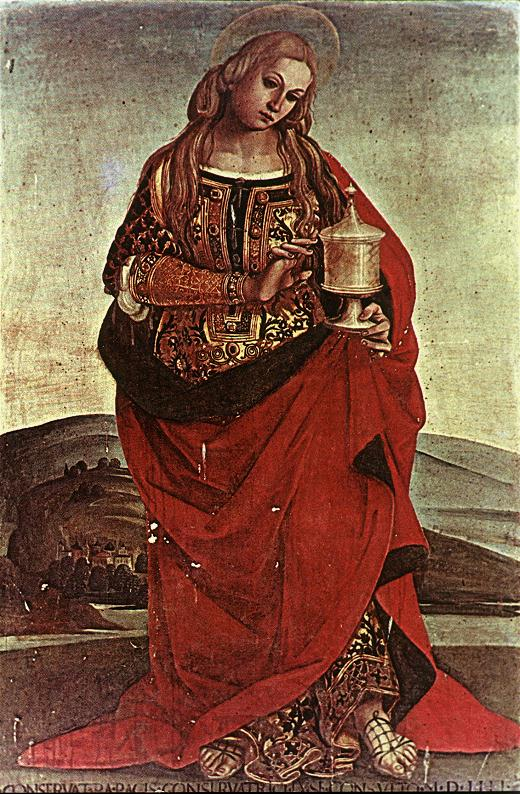
«Марія Магдалина», 1504 р., Орвієто